# ベスト電器

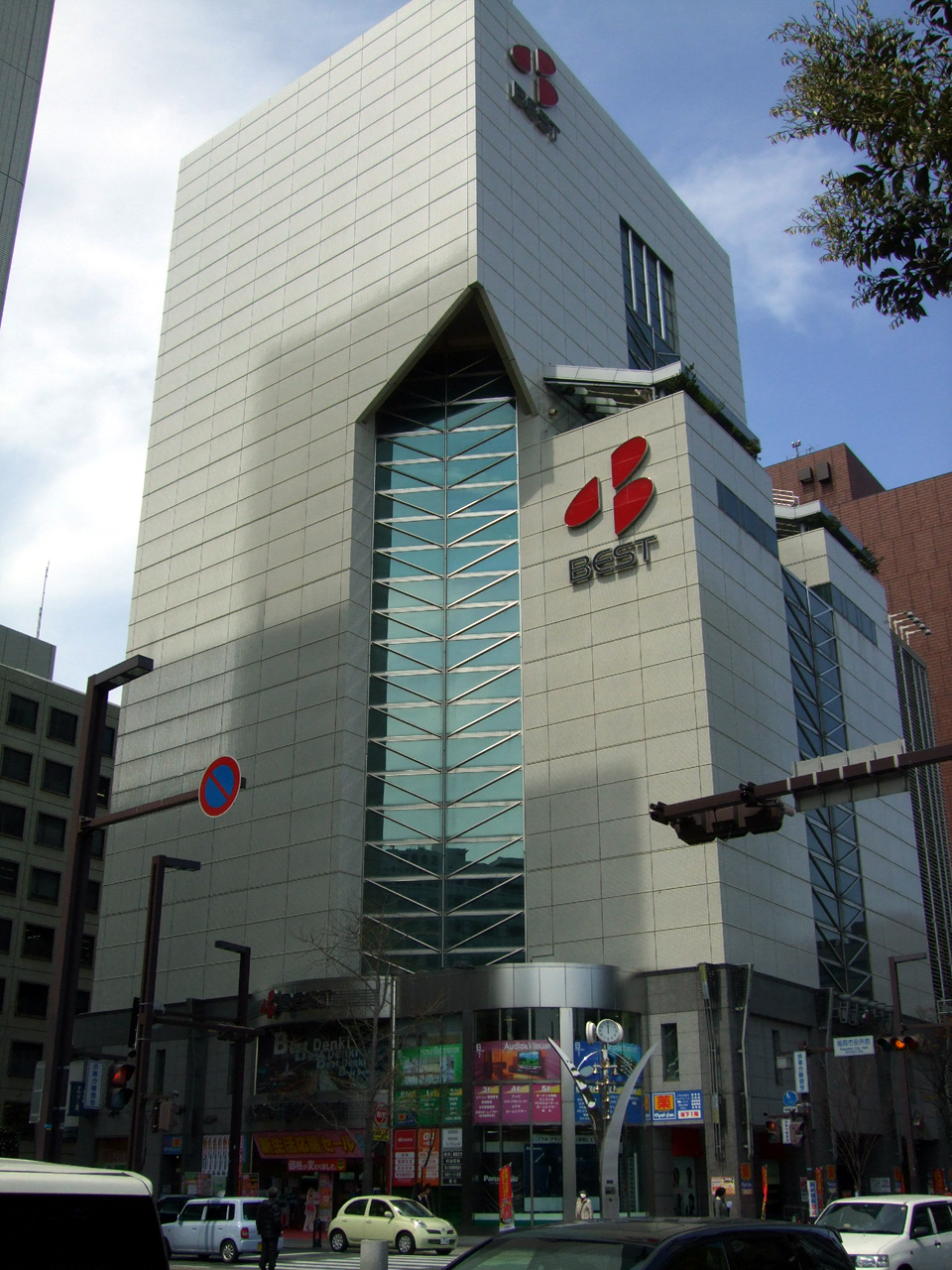
ベスト電器 福岡本店
（福岡市中央区天神）

ベスト電器（ベストでんき）は、ヤマダホールディングス傘下のヤマダデンキが展開する日本の家電量販店。
また、株式会社ベスト電器（英: BEST DENKI CO., LTD.）は、2021年6月30日までこれを展開していた企業である（法人としては解散）。

## 概要
福岡県福岡市にて1956年（昭和31年）から家電量販を開始した、九州地方を中心に展開する日本の家電量販店チェーンストアの一つ。
1979年（昭和54年）度から1996年（平成8年）度まで日本で業界シェア1位の家電販売店チェーンだったが、価格よりもアフターサービス充実などを重視する戦略が、低価格・ポイント制度を前面に打ち出す北関東YKKを相手に苦戦が続き、シェアを落とす。
2012年（平成24年）12月13日に北関東YKKの一角であるヤマダ電機（現・ヤマダホールディングス）が第三者割当増資を引き受け、正式に同社の子会社となった。2021年には法人としてのベスト電器がヤマダデンキに吸収合併され消滅した。ただし店舗ブランドとしては「ベスト電器」の屋号を維持している。
法人があった当時の本社所在地は、福岡市博多区千代6丁目2-33で、本店（福岡本店）のある福岡市中央区天神1丁目9-1とは異なっていた。

## 沿革

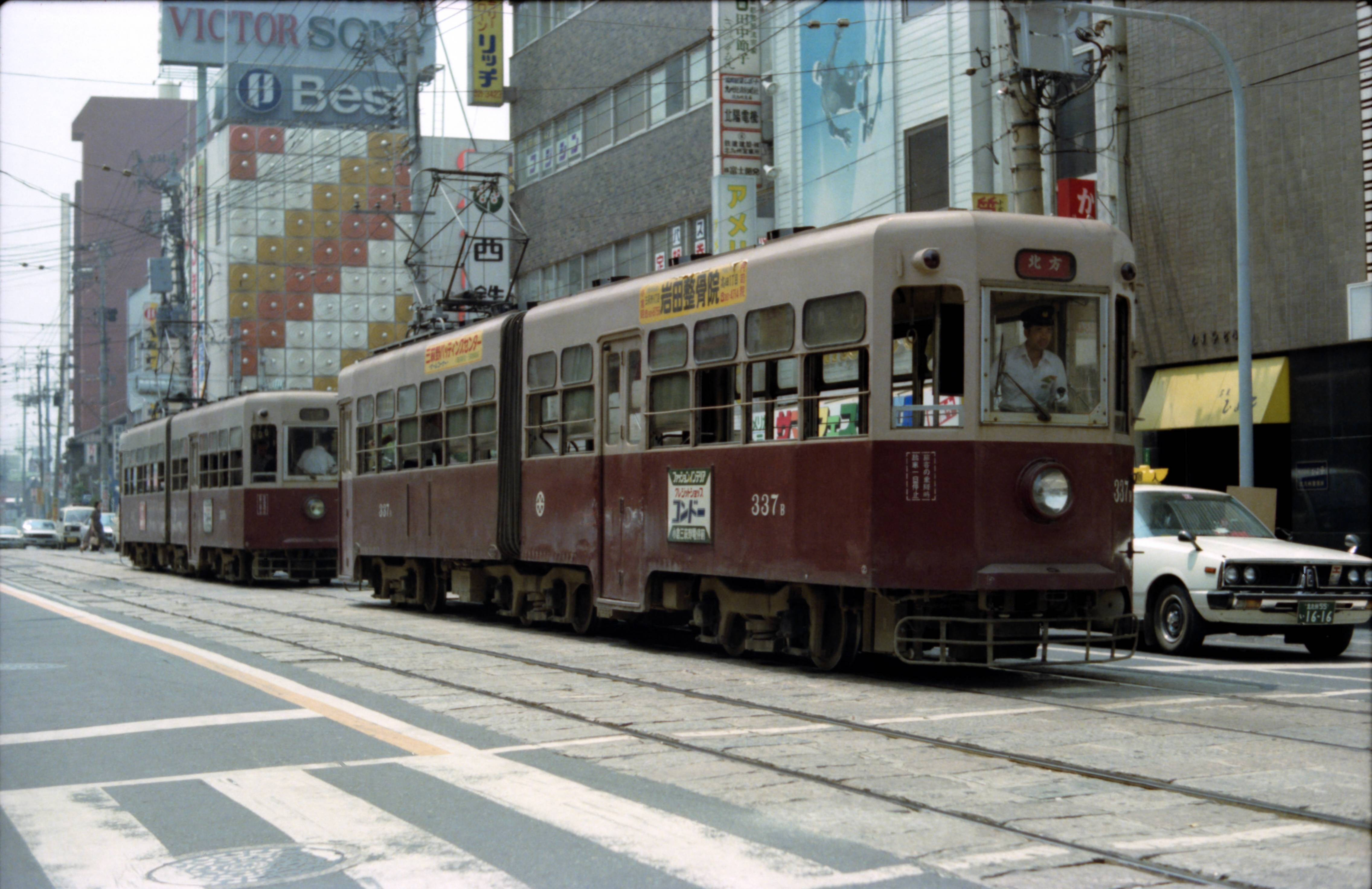
西鉄331形電車の奥に見える建物が旧ロゴ時代のベスト電器店舗（1979年）

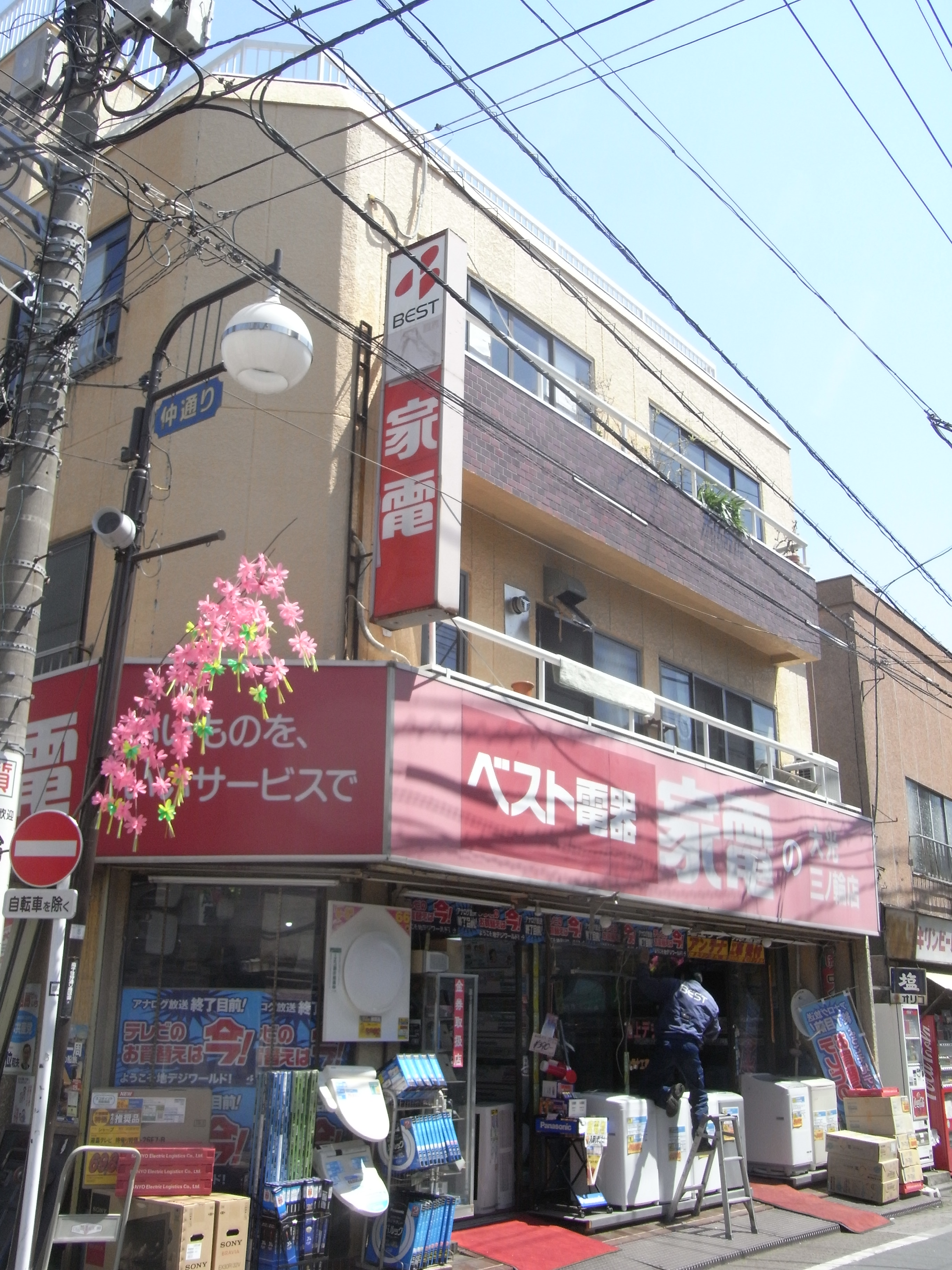
第一家庭電器からベスト電器に移行したFC店舗。『第一家電』のロゴの一部をベスト電器のロゴ・社名で隠していたり、キャッチコピーの『いいものを、いいサービスで』が残存していたり、随所に第一家電時代の意匠が残る（BFSベスト電器 大光三ノ輪店、2015年6月10日に閉店）

- 1953年（昭和28年）9月3日[2] - 北田光男が倉庫業を目的として[6]、資本金25万円で九州機材倉庫株式会社を設立[1]。
- 1956年（昭和31年）1月[12] - 現在の福岡本店で「バーゲンセンター」として家電の販売を開始[13]。
- 1968年（昭和43年） - 店舗ブランドを「ベスト電器」に変更。
- 1970年（昭和45年） - フランチャイズ（FC）システムを導入（地域密着型加盟店舗）
- 1972年（昭和47年）10月5日 - 合併準備のため、休眠会社の鈴木被服天幕製造株式会社が株式会社ベスト電器に変更。
- 1973年（昭和48年）
  - 3月1日 - 株式の額面変更目的のため、株式会社ベスト電器（旧鈴木被服天幕製造）が九州機材倉庫株式会社（ベスト電器運営）を吸収合併。これで、運営会社の会社名も株式会社ベスト電器となる（松下電器産業（現・パナソニック）との契約の際、松下幸之助と社名変更の約束をしたとされる）。
  - 9月 - 福岡証券取引所に上場[1]。
- 1982年（昭和57年）12月 - 東京証券取引所2部に上場[1]。
- 1984年（昭和59年）8月 - 東京証券取引所1部に上場[1]。
- 1985年（昭和60年） - ヤオハンと提携し、初の海外進出となるシンガポール・オーチャード店オープン[7]。以後、ヤオハンのアジア展開と共同歩調をとる。
- 1987年（昭和62年）10月 - 現行のロゴマークを制定。
- 1989年（平成元年）8月 - 「台湾ベスト電器」を設立[14]。
- 1997年（平成9年）
  - 9月1日 - ヤオハンジャパンの子会社ヤオハンベストの9店舗を、子会社「関東ベスト電器」が22.8億円で取得[15]。
  - 9月18日 - 「ヤオハンジャパン」が静岡地方裁判所に会社更生法の適用を申請し、実質上倒産[16]。
- 1999年（平成11年）10月 - ソフトバンクとの合弁で、インターネット販売サイトを運営する子会社「イーベスト」を設立。
- 2000年（平成12年）8月 - 長崎屋と業務提携[17]。
- 2002年（平成14年）
  - 2月4日 - エディオングループの家電量販店4社連合と業務提携で基本合意[18]。
  - 6月 - 第一家庭電器の経営破綻に伴い、同社FCの一部店舗は（営業支援策として）ベスト電器のFC加盟店へ業務移管した[19]。
  - 9月19日 - エディオンとの業務提携を解消を発表[20]。
- 2005年（平成17年）
  - 6月1日 - 福岡市と東京都の4店舗で電子マネーサービス「Edy」の取り扱いを開始[21]。
  - 6月 - 本社を福岡市中央区那の津から現在の福岡市博多区千代へ移転。（社屋は閉店した同社東浜店を改装したもの）
  - 7月 - ゲオと「ベストゲオ」を設立し、ゲオショップのフランチャイジーとしてビデオレンタル事業に参入[22]。
  - 7月 - ネット通販事業を始める。だがその際に価格誤表記事件が発生。お詫びとして注文者全員に1,000円を渡した。
  - 8月 - 株式会社ストリームと資本・業務提携を締結。
  - 11月 - 「ベストクレジットサービス」の100%子会社として娯楽施設運営の「遊mix」を設立[23]。
  - 11月 - 「ベストサービス」の100%子会社としてオール電化製品販売の「ベストオール電化プラザ」を設立[24]。
- 2006年（平成18年）
  - 7月 - 中古OA・通信機器販売会社「アンカーネットワークサービス」と資本・業務提携を締結[25]。
  - 8月 - 博多大丸と業務提携[26]。
  - 9月 - オリンピックグループとの業務・資本提携を締結[27]。
  - 10月 - オリンピックグループと「オリンピック&ベスト」を設立[27][28]。
  - 10月13日 - コンビニエンス事業運営を目的とした子会社「ベストファミリー」を設立[29]。
  - 10月20日 - 「ベストファミリー」がファミリーマートとフランチャイズ契約を締結[29]。
  - 12月1日 - さくらやの株式40%を取得し、連結子会社化。
- 2007年（平成19年）
  - 2月 - 福岡ソフトバンクホークスとのスポンサー契約を締結[注釈 1]。
  - 4月12日 - プライムと資本・業務提携を締結し、テレビショッピング（通信販売事業）に参入[30]。
  - 9月20日 - ビックカメラと資本・業務提携を締結したと発表[31]。
  - 11月20日 - PC教室事業についてピーアシストと業務提携を締結[32]。
- 2008年（平成20年）
  - 2月 - 子会社・「オリンピック&ベスト」を解散[27]。
  - 3月10日 - さくらやの株式残り60%を取得し完全子会社化[33]。
  - 4月1日 - 有薗憲一代表取締役社長が代表取締役会長になり、濱田孝常務取締役が代表取締役社長に就任[34]。
  - 4月16日 - 営業不振の60店舗を閉鎖すると発表。
  - 7月1日 - 「ベストゲオ」全株式をゲオに譲渡[22]。
  - 8月13日 - 福岡市内および福岡県南部の14店舗で電子マネーnimocaの取り扱いを開始。
  - 8月25日 - ビックカメラに対して第三者割当による自己株式処分を実施（14.86%の筆頭株主に）[35]。
  - 10月 - 中古OA・通信機器買取りおよび再商品化・販売の事業を開始[25]。
  - 10月 - ビックカメラが株式追加取得して持ち株比率を約15.03%に引き上げると共に、両社の会長が相互に役員に就任し、同社の持分法適用関連会社となる[36]。
- 2009年（平成21年）
  - 2月 - 娯楽施設運営の「遊mix」を解散[23]。
  - 4月1日 - ベスト電器90%・ビックカメラ10%各出資の合弁会社（ビックカメラのフランチャイジー）として、株式会社B&Bを設立[37]。
  - 4月16日 - 郵便法違反容疑で元販売促進部長が大阪地方検察庁特捜部に逮捕され、本社などが家宅捜索[38]。
  - 8月31日 - 売上不振やさくらやが完全子会社になったことなどを理由に[39]、首都圏の旗艦店である新宿髙島屋店（タカシマヤタイムズスクエア内）を閉店・撤退[40]。
  - 8月 - オール電化製品販売の「ベストオール電化プラザ」を解散[24]。
  - 8月 - 「ベスト電器シンガポール」の発行済株式49%をインドネシアのジャカルタに本拠を置く「バングン」に譲渡し、同社と資本・業務提携[41]。
  - 8月 - 「台湾ベスト電器」が現地資本の「憶聲電子」に第三者割当増資を行い、同社が株式の過半数を取得[14]。
  - 9月1日 - 家電雑貨卸売業の100%子会社「インターコンプ」を吸収合併[42]。
  - 9月30日 - クウェートに、現地資本のフランチャイズ店として、中東1号店を開業[43]。
  - 10月1日 - ブロードバンド関連商品販売業の連結子会社「ベストブロードバンド」を吸収合併[41]。
- 2010年（平成22年）
  - 1月12日 - さくらやの事業撤退を発表[44]。有薗憲一代表取締役会長と濱田孝代表取締役社長が退任し、深澤政和代表取締役副会長（元さくらや社長）が代表取締役社長に就任[44]。
  - 3月1日 - 2012年2月期までに63店舗を閉鎖すると共に（発表時点で9店舗実施済み、予定5店舗公表）、今後は地元である九州を中心とした事業展開へ戦略を転換すると発表[45]。
  - 3月20日 - 深澤政和代表取締役社長が異例の2ヶ月で退任し、小野浩司取締役（兼さくらや社長）が代表取締役社長に就任[46]。5月の定時株主総会までで取締役18名中11名が退任し、経営陣を刷新することを発表[46]。
  - 4月23日 - 新業態「B・B」1号店として北九州市八幡西区に「ベスト電器B・B八幡西店」を開設[47]。
  - 6月30日 - 子会社の株式会社さくらやを解散[48]。
  - 8月17日 - 「台湾ベスト電器」が、台湾の同業「真光家電」を買収すると発表[49]。
- 2011年（平成23年）
  - 9月5日 - 東京、神奈川、千葉、埼玉の各流通センターを横浜市鶴見区大黒町[50] に移転、及び業務を三洋電機ロジスティクス（現・三井倉庫ロジスティクス）に依頼。
- 2012年（平成24年）
  - 7月13日 - ヤマダ電機（当時、以下同）の子会社になることを発表[8]。
  - 12月10日 - 公正取引委員会が買収を承認したと発表[51][52]。
  - 12月13日 - ヤマダ電機が第三者割当増資を引き受け、子会社になる[9]。
- 2013年（平成25年）
  - 9月〜11月 - 福岡・佐賀・長崎・熊本の4県に所在する直営5店舗をエディオンへ譲渡[53]。
  - 10月15日 - カコイエレクトロとのフランチャイズ契約を終了[54]。これにより、鹿児島県内の店舗はすべて消滅。
- 2017年（平成29年）
  - 6月28日 - 上場廃止[5]。
  - 7月1日 - 株式交換によりヤマダ電機（現・ヤマダホールディングス）の完全子会社となる[5]。
  - 12月29日 - 12月25日に台湾ベスト電器が解散したことに伴い、台湾から撤退[55]。
- 2021年（令和3年）
  - 7月1日 - ヤマダデンキに吸収合併。同社ベスト事業部運営のストアブランドとして営業開始。
  - 12月3日 - 長崎県佐世保市に長崎四ヶ町店をオープン[56]（当店は11月21日をもって閉店した四ヶ町店の後継店舗として、百貨店のTWINKLE西沢の4階へ入居する形で移転し、新店舗として開業）。ヤマダデンキのストアブランドに移行してから初の新規店舗となる。
- 2025年（令和7年）
  - 7月18日 - 長崎県諫早市に諫早店をオープン[57]。同店舗は元々B・B諫早本店として営業していた店舗で、エディオンへの譲渡に伴って閉店したが、エディオン諫早店が同年4月11日に新築移転したことに伴って空き店舗となった跡地をヤマダデンキが取得し、居抜きの形で約11年7か月ぶりに同地での再出店を果たすこととなった。

## 歴史

### 創業から家電量販店業界第1位へ
創業者の北田光男は戦前、満州国の奉天商工銀行新京支店支店長代理であった。ソ連対日参戦直前に関東軍に召集されたが、敗戦を迎えシベリア抑留されることが明らかになると脱走。先に妻・倫が避難していた父・北田亀吉が通化市で経営する竜泉ホテルに身を寄せていた際、通化事件に巻き込まれ娘を失うなどして無一文で博多に引き揚げ。帰国後は様々な事業に手を出していたが、貧しい生活を送った。
そうした中で、北田が倉庫業を目的として、1953年（昭和28年）9月3日に、資本金25万円で九州機材倉庫株式会社を設立したのが始まりである。そして、1956年（昭和31年）1月に、現在の福岡本店で「バーゲンセンター」として家電の販売を始め、現在の主力事業に参入した。その後、1968年（昭和43年）にはベストサービスを設立し、店舗名を「ベスト電器」に変更した。
1973年（昭和48年）3月に株式の額面変更のため、株式会社ベスト電器（旧・鈴木被服天幕製造）が九州機材倉庫株式会社（ベスト電器運営）と合併。同年9月には福岡証券取引所に上場。1979年（昭和54年）度に家電量販店業界で第1位となり、1996年（平成8年）度まで業界1位の家電販売店チェーンの地位を維持した。1982年（昭和57年）12月には東京証券取引所2部にも上場し、1984年（昭和59年）8月に東京証券取引所1部に指定替えとなった。

### NEBA系、YKK・カメラ系の影響で低迷へ
当社は、1972年（昭和47年）に設立され、1980年代の家電流通の中核を担った家電量販店の業界団体「NEBA（Nippon Electric Big-Stores Association）」の主要企業の一つでもあった。「NEBA」は、加盟している主要企業間で出店地域をすみ分ける紳士協定を結んでいた。ところが、「北関東YKK」と呼ばれたヤマダ電機やコジマといった北関東を本拠地とする非加盟の家電量販店チェーンは、そうした棲み分けに囚われることなく経費の安い郊外に出店して急速に成長し「NEBA」加盟企業の市場を奪った。さらに、ヨドバシカメラやビックカメラなどのカメラ量販店大手の家電量販店事業への参入などでもその地位が脅かされ、加盟企業は軒並み業績不振に陥った。
そうした家電販売業界の変化により、当社は1997年（平成9年）度にコジマに抜かれ、業界1位より転落し、2012年（平成24年）時点では業界8位であった。

### 海外展開に強み
先述の「NEBA」による加盟企業間での出店地域のすみ分けの影響で、国内では九州地区を中心とした店舗展開を行ってきた。しかし、1985年（昭和60年）にヤオハンと提携して初の海外進出となるシンガポール・オーチャード店を開店するなど、日本の家電量販店としては早くから海外事業を展開。ヤオハンの経営破たん後も海外での店舗展開を持続しており、日本の家電量販店では珍しい国際的な店舗網を維持していた。そのため、海外での店舗展開のノウハウを持つ家電量販店との評価もされている。

### 同業他社との提携による業績改善への取組み

#### T・ZONEとの提携
T・ZONEが福岡店を撤退した際に当社が協力したことをきっかけに、2001年（平成13年）6月16日にT・ZONE渋谷店に「デジタル家電コーナー」を共同出店した。

#### NEBA系同士の連携の模索
2002年（平成14年）2月4日にデオデオとエイデンの他に上新電機とミドリ電化を加えた家電量販店4社連合と業務提携で基本合意したが、9月19日には同連合からの離脱、エディオンとの業務提携を解消し、この提携は実現しなかった。同時に当社を除いた3社とデンコードー、サンキューが提携することになった。（この5社連合は「ボイスネットワーク」となったが、2004年（平成16年）10月に解消された。）
同年6月には、第一家庭電器の経営破綻に伴い同社FCの一部店舗を当社のFC加盟店へ業務移管し、店舗網を拡大した。
2008年（平成20年）1月にエディオンがデオデオを介して同グループへの参加を打診したが、ベスト電器はこれを拒否した。しかし、明確な拒否回答はないとして、エディオンはデオデオを介して取得したベスト電器株式約3%を継続保有し、引き続き提携を模索し続けた。

#### さくらやへの資本参加から清算へ
同業の株式会社さくらやは、2004年（平成16年）5月に投資ファンドのフェニックス・キャピタルが約70%を出資して経営再建に取り組んでいた。2006年（平成18年）12月1日、さくらやの実施した第三者割当増資を、当社が引き受ける形で40%を出資、同社を傘下に収めた。ベスト電器代表取締役副会長・グループCFOがさくらやの会長を兼務した。その後、2008年（平成20年）3月10日には、残る株式40%も取得して完全子会社とした。
2010年（平成22年）1月、さくらやの会社清算を含む「事業再構築計画」を発表。そのうち、立地面から今後も一定の売り上げが見込めると判断された4店舗は当時提携関係にあったビックカメラが継承することになり、さくらや船橋店を同年2月21日に「ビックカメラ船橋駅店」として転換したのを皮切りに、3月にかけてビックカメラの店舗として順次新装開店することになった。
時計専門店WATCH.（ウオッチドット）はラオックスが引き継ぎ、“ラオックス WATCH.”として4月23日に新装開店した。同店ではさくらやの元従業員を一部再雇用している。
それ以外の店舗は同年2月28日に全て閉店となった。株式会社さくらやは6月30日付で解散して清算手続に入り、2011年（平成23年）7月27日に東京地方裁判所が会社の特別清算の手続終結を決定して、さくらやは名実ともに消滅した。閉店後も扱っていた「HOT安心保障」は、ベスト電器のヤマダ電機傘下入り後の2013年（平成25年）2月28日を以って取扱が終了した。

#### ビックカメラとの資本・業務提携
2007年（平成19年）9月20日に同業の株式会社ビックカメラと資本・業務提携契約を締結、ビックカメラはベスト電器が同年10月に実施する約56億円（842万7000株）の第三者割当増資を引き受け、9.9%の株式を所有する筆頭株主となることが発表された。
その後、ビックカメラ岡山駅前店の配送・出張修理・サービス業務をベスト電器の子会社ベストサービスに委託した。
さらに、ベスト電器広島本店（ひろしまMALL）を全面改装し、「ビックカメラ ベスト広島店」として2008年（平成20年）3月6日に開店した。家電販売はビックカメラが行い、広島本店の社員はビックカメラに出向する形になった。配送・出張修理・サービス業務については、引き続きベスト電器（子会社のベストサービス）が行い、ショップブランド商品についても共通化していった。「ビックカメラ ベスト広島店」については、2011年（平成23年）5月に閉店。同年7月8日に「ベスト電器B・B広島店」（後の「ベスト電器広島店」）に再転換され、同店を中心とした複合商業施設として運営されていたが、「ベスト電器広島店」は2016年（平成28年）2月28日を以って閉店した。
2008年（平成20年）8月25日、ベスト電器がビックカメラに対して第三者割当による自己株式処分（増資）を行い、ビックカメラの株式比率は14.86%となった。同年10月15日にビックカメラと相互に役員を派遣しあうことで同社の持分法適用関連会社となり、同社が株式を追加取得して持株比率を15.03%まで高めることになったと発表した。これにより、両グループの売上高を単純合計すると約1兆円となり、業界第2位に相当する連合となった。2009年（平成21年）3月19日には、ベスト電器90%・ビックカメラ10%の出資で株式会社B&Bを設立することで合意。同年4月1日に会社設立し、同年6月5日には第1号店として旧・ベスト電器山口本店が、「ビックカメラ山口店」として開店。その後、同年9月に第2号店として「ビックカメラ小倉南店」（旧・ベスト電器小倉南本店）、同年11月20日に第3号店として「ビックカメラ香椎店」（旧・ベスト電器New香椎店）が開店。
2012年（平成24年）にビックカメラはコジマの買収を発表したが、その時点では「ベスト電器との関係は現状を維持する」と表明していた。しかし、当社への追加支援に消極的だったことなどから関係が悪化。一方で、2012年（平成24年）7月13日にベスト電器はヤマダ電機の子会社となることを発表。発表の席上、ベスト電器はビックカメラに対し、業務資本提携の解消を申し入れているとしていた。2012年（平成24年）12月21日、ビックカメラから派遣されていた役員2人が退任。2013年3月21日、同月31日付で提携解消することを正式発表した。提携解消を受け、最後まで運営されていた「ビックカメラ山口店」・「ビックカメラ小倉南店」が、ビックカメラの店舗としては2013年（平成25年）5月31日をもって閉店。ともにベスト電器の店舗に再転換され、2013年（平成24年）6月14日に開店した。

#### 特需の反動減で業績悪化
地上デジタル放送への移行に伴う特需とエコポイントで売上を伸ばしていた家電量販店業界は、一転してその反動減に見舞われた。当社も2011年（平成23年）8月以降、売上高が対前年比で約30%落ち込み、存続の危機を迎えることになった。それを受けて、イオングループが資本・業務提携により当社を子会社化し、当社の屋号を維持しながら営業を続けることを条件として支援を申し出た。当社の主取引銀行である西日本シティ銀行もこの構想を歓迎したが、提携交渉が不調に終わり、実現しなかった。
その後も景気低迷や他社との競争激化に伴う業績不振に不正郵便問題など伴う信用失墜が重なり、2010年（平成22年）2月期の連結決算が期初予想よりも損失が拡大すると共に2期連続の営業赤字となった責任を取り、2010年（平成22年）1月12日付で濱田孝社長と有薗憲一会長が代表取締役を退いて非常勤取締役となり、同年5月の株主総会後に退任することになった。これを受けて、2010年（平成22年）1月12日付で深澤政和代表取締役副会長が新社長に就任し、翌月2月に井澤信親が代表取締役専務に就任したが、僅か2ヵ月後の同年3月20日に深澤社長と井澤専務は共に代表取締役を退き取締役となるなど、経営陣の内紛が表面化することになった。これに伴い、同年5月の定時株主総会で濱田と有薗、深澤と井澤を含む取締役18名中11名が退任し、経営陣を刷新することになった。

#### ヤマダデンキとの資本・業務提携で同社の傘下へ
ヤマダデンキは、2007年（平成19年）8月21日に、関東財務局に提出した大量保有報告書で当社の発行済み株式の5.24%を保有していることを明らかにしたが、この時点では「純投資目的」と説明していた。その後、株式を買い増し、2007年（平成19年）9月7日時点では、6.47%の株式を保有する実質的な筆頭株主となっていた。
その後、前述の第三者割当増資の結果、第3位の株主に転落したヤマダデンキの山田昇社長（当時。現・会長）は、ベスト電器株を買い増す考えがあることを明らかにし、9月25日にはベスト電器の株式を7.71%まで買い増し、さらに2007年11月にはベスト電器株を40%まで買い増す意向を明らかにした。2008年（平成20年）にビックカメラがベスト電器の株式を買い増し、同社を持分法適用関連会社としたことで、当時のヤマダデンキは、これによりベスト電器との提携を一時は断念したものの、その後もベスト電器の株式保有を継続していた。2011年（平成23年）2月末時点でのヤマダデンキによる株式保有比率は7.45%にとどまっていたが、これはビックカメラ（15.03%）に次ぐ第2位であった。
2012年（平成24年）7月13日、ヤマダデンキとベスト電器は、資本・業務提携を発表。同年12月10日、公正取引委員会が、両社以外の店舗がない10地域（問題解消地域）のうち8店舗の他事業者への譲渡を条件に資本・業務提携を承認。同年12月13日、出資比率を約51%に高め、当社はヤマダデンキの子会社となった。なお、この資本・業務提携後も「ベスト電器」の商号は維持、当社の株式上場も続け、経営陣も派遣せずに従来の経営体制を維持するとしていた。
これを受けて、ヤマダデンキとベスト電器、エディオンの3社は、2013年（平成25年）8月1日に対象となった8店舗のうち、ベスト電器の6店舗をエディオンの店舗へ転換することとし、B・B唐津バイパス店とB・B甘木店は9月末に、B・B島原店と諫早本店、サンロードシティ人吉店は11月1日に各々譲渡されることになった。なお、宿毛・四万十地域（高知県）の店舗は、同業他社の進出計画が現実化し問題解消地域から除外された。B・B唐津バイパス店は同年9月16日に閉店し、「エディオン唐津店」として同年11月8日に新装開店。サンロードシティ人吉店は「エディオンサンロードシティ人吉店」として11月29日に新装開店。B・B甘木店は「エディオン甘木店」として同年11月1日に新装開店。諫早本店及びB・B島原店の2店は、それぞれ「エディオン諫早店」・「エディオン島原店」として同年12月6日に新装開店した。なお、ヤマダデンキテックランドNew秩父店も10月1日を以てエディオンへ譲渡され、「エディオン秩父店」として同年10月25日に新装開店した。
また、ベスト電器店舗のエディオンへの譲渡発表と同時に、エディオンと鹿児島県でベスト電器をフランチャイズ展開しているカコイエレクトロも、同年10月15日を以ってベスト電器とのフランチャイズ契約を終了し、同年10月16日以降のフランチャイズ契約先をエディオンに変更する事を発表。2013年（平成25年）9月30日までに、同社が個人事業者らとFC契約を締結し「ベストフレンドショップ」として展開していた8店舗の小型店を含む鹿児島県内の店舗は、ベスト電器としての営業を終了。翌10月1日より旧・ベストフレンドショップの小型店8店舗が「エディオン鹿児島」として営業開始。ベスト電器として営業していた店舗のうち17店は同年10月25日に「エディオン鹿児島」（内2店は「エディオンテレックス」）として新装開店した。なお、「ベスト電器加世田店」は移転のためそのまま閉店し、12月に近隣に「エディオン鹿児島加世田店」が開店した。カコイエレクトロのエディオンへの鞍替えに伴い、当社はFCの売上高約480億円のうち約3分の1にあたる約159億円を失い、九州地区では初の全面撤退事例となった。
2013年（平成25年）3月には、ヤマダデンキと仕入れや物流システムを共通化。
2014年（平成26年）12月16日、ヤマダデンキの100%子会社「Project White」が運営する自作PC用部品専門店「ツクモ」を福岡本店8階に開業。
2017年（平成29年）7月1日に、株式交換によりヤマダデンキの完全子会社となった。

#### 「ベスト電器」店舗の「ヤマダデンキ」への転換、ヤマダ直営化

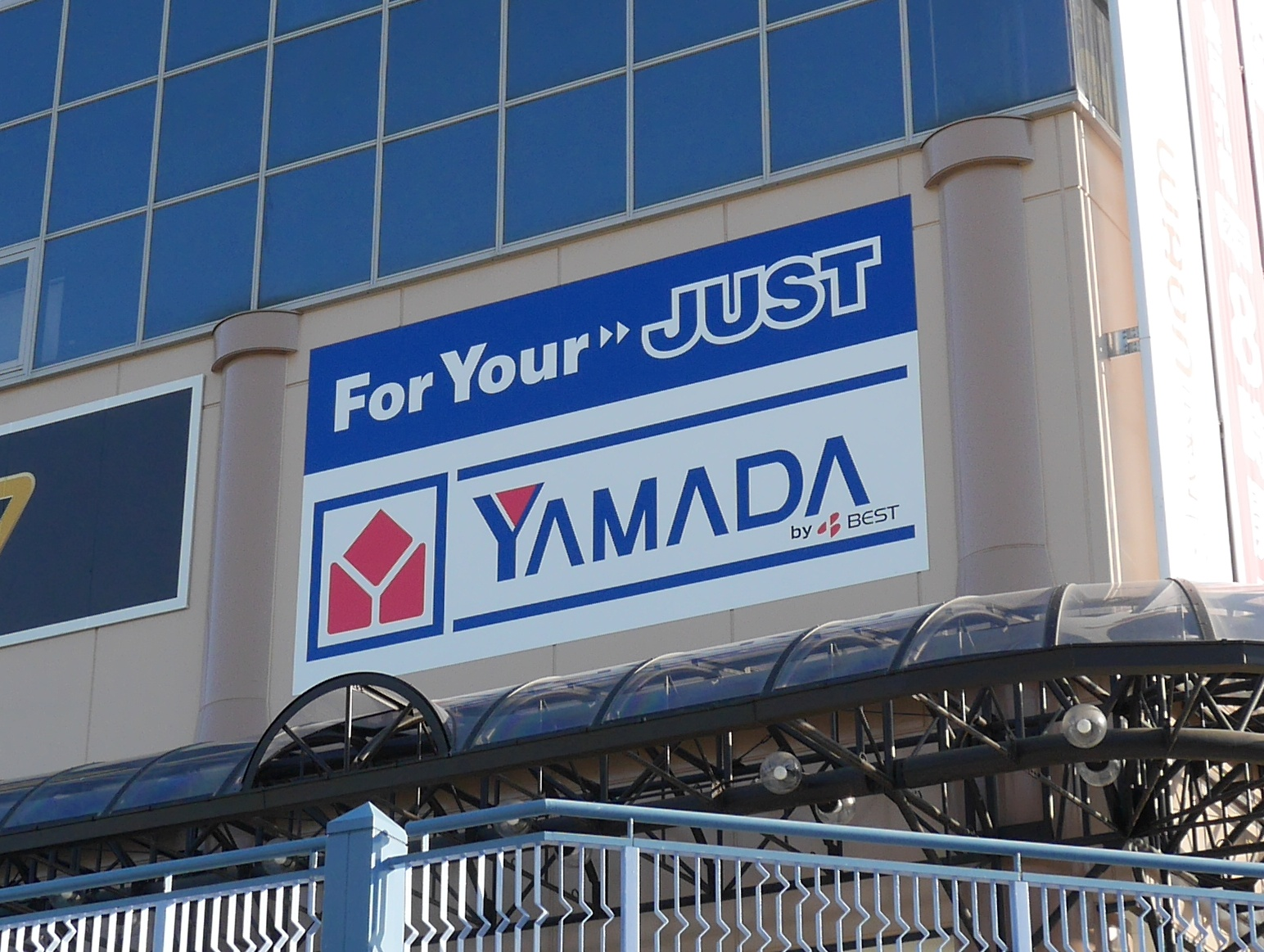
ベスト電器が運営しているヤマダデンキに掲げられた「by BEST」のロゴが入った看板(テックランドイオン新浦安店)

前述のとおり、当初、ヤマダデンキは当社の全店舗について商号を維持する姿勢であった。しかし、関東地区などでは当社の知名度があまり高くなく、ヤマダデンキブランドによる展開の方が集客効果が見込めるとの判断より、2013年（平成25年）7月にベスト電器運営によるヤマダデンキブランド第1号店としてテックランド越谷サンシティ店（2015年〈平成27年〉7月5日に閉店）を開店した。この時点では、第1号店の業績推移などを見て今後のヤマダデンキブランドによる展開を判断するとしていた。
2013年（平成25年）9月12日、山口県以東の直営店について、「テックランド」への転換を進める方針を発表。本方針に伴い、同月20日、「ベスト電器狭山店」（埼玉県）が「テックランド狭山富士見店」に、「ベスト電器開成店」（神奈川県）が「テックランド開成店」に、「ベスト電器浜田店」（島根県）が「テックランド浜田港町店」としてそれぞれ新装開店することになった。さらに同月21日に「ベスト電器帯広店」（北海道）は「テックランド帯広イーストモール店」（2015年〈平成27年〉7月27日に閉店）として、同月27日には「ベスト電器ダイエー所沢店」（埼玉県）が「テックランドダイエー所沢店」、同日に「ベスト電器松江本店」（島根県）が「テックランド松江学園南店」として新装開店した。最終的に21店舗がテックランドに転換された。
テックランド転換店舗では、ポイントサービスはヤマダデンキのサービスが適用される。また、購入した商品のアフターサービスも継続する。
ベスト電器からヤマダデンキに転換された店舗では、看板にヤマダデンキのロゴである「YAMADA」の右下に「by BEST」と小さく表記されている。
そしてヤマダデンキによる直営化に移行してからは、ヤマダデンキへの施策統合が徐々に進められ、ベスト電器独自の施策が廃止されている。一例として、ポイントカード会員が電池や録画メディアなどを購入した際に押印され、一定数貯まったら期間限定の値引券に交換できるスタンプカードが、2024年（令和6年）1月14日を以て終了することが発表された。

## 店舗
国内外に店舗を展開したが、「NEBA」に加盟している主要企業間で出店地域をすみ分ける紳士協定を結んでいたこともあり、九州を地盤として店舗網を展開してきた。
そのため、2007年（平成19年）9月時点でも全572店のうち、九州地方7県の店舗が約200店を占めた。2010年（平成22年）1月時点で直営280店舗とFC294店舗の合計574店舗を数えたが、同年3月1日に発表した事業再生計画で2012年2月期までに直営店のうち63店舗を閉鎖するなど店舗網の縮小を進め、2013年（平成25年）2月末時点で、国内の店舗は直営店166店舗とFC店241店舗の合計407店舗に減少した。しかし、この時点でも国内直営店のうち約80%は山口県と九州・沖縄に集中していた。なお、鹿児島県については、公正取引委員会が、両社以外の店舗がない10地域の内8店舗の他事業者への譲渡を条件に、ヤマダ電機との資本・業務提携を承認したため、当社のFCをしていたカコイエレクトロが2013年（平成25年）10月15日を以ってベスト電器とのフランチャイズ契約を終了、撤退した。
さらに、前述のとおり、2013年（平成25年）9月より九州・沖縄地方と山口県以外の直営店について「テックランド」へ転換。テックランドへ転換された地域では小型のフランチャイズ店のみになるなど、「ベスト電器」の屋号で営業する店舗の出店エリアは縮小。富山県、三重県、滋賀県、京都府、大阪府、奈良県、和歌山県、香川県、鹿児島県の9府県では「ベスト電器」の屋号での営業は終了した。撤退したフランチャイズ店の多くは、京都市の店舗を皮切りに、ライバル企業であるエディオンのミドリ・ファミリーショップに鞍替え。また、エディオングループへの鞍替えは東海地区のフランチャイズにも波及し、愛知県一宮市のフランチャイズ店はエイデン・ファミリーショップに鞍替している。その後両者は2013年までにエディオン・ファミリーショップにブランドを統一した。
なお、2021年7月のヤマダホールディングスグループ内の再編により、「ベスト電器」と「ヤマダデンキ」・「マツヤデンキ」がヤマダデンキの運営に統一化されたため、「ベスト電器」の屋号で営業を終了したエリアのうち、富山県・三重県・和歌山県では「ヤマダデンキ」、滋賀県・京都府・大阪府・奈良県・香川県・鹿児島県では「ヤマダデンキ」と「マツヤデンキ」がそれぞれ担っている。

### 海外店舗
前述のとおり、1985年（昭和60年）にヤオハンと提携し、初の海外進出となるシンガポール・オーチャード店を開店するなど、日本の家電量販店としては早くから海外事業を展開。2004年（平成16年）12月20日に台湾の地場資本・和泰グループと日本のデオデオの合弁会社で同地の大手家電量販店である「台湾泰一電気」の株式の41%を取得して台湾に進出した。
2005年（平成17年）には「ベスト電器シンガポール」が51%、インドネシアの地場の小売資本である「バングン」が49%出資し、「ベスト電器インドネシア」を設立。2008年（平成20年）7月時点で、シンガポール（9店舗）やマレーシア（11店舗）、インドネシア（2店舗）、ベトナム（FC2店舗）といった東南アジア諸国や、香港（5店舗）や台湾（10店舗）といった東アジアに直営37店舗とFC2店舗の合計39店舗を展開した。
2009年（平成21年）9月には、「ベスト電器インドネシア」の合弁相手の小売資本である「バングン」に「ベスト電器シンガポール」の発行済株式49%を譲渡して資本・業務提携を強化、シンガポールでのシェア拡大のみならずインドなどへの出店を目指した。その一環として、2009年（平成21年）9月30日には現地の家電販売店とフランチャイズ契約を締結して店舗を改装する形でクウェートに中東1号店を開店し、海外の店舗数を45店舗にまで増やした。
しかし、その後「台湾泰一電気」への出資比率を73%に引き上げ「台湾ベスト電器」としたが、業績が低迷。再建が必要になり、2009年（平成21年）9月、第三者割当増資により台湾地場資本のAV機器メーカー・アクション社が株式の過半数を取得、当社の連結対象から外れることになった。「台湾ベスト電器」への当社の出資比率は約30%に低下して持ち分法適用会社となったが、2010年（平成22年）8月17日に同業の「真光家電社」を買収して全13店をベストの店舗に改装するなど事業拡大を進めていた。しかし、「台湾ベスト電器」は業績不振のため、2017年（平成29年）11月の財政資産報告（日本でいう決算公告）において負債額が明らかとなり、アクション社は同年12月25日に「台湾ベスト電器」の解散を決議。同年12月29日をもって台湾から撤退した。
また、家賃の高騰などで採算が悪化し、2011年（平成23年）5月31日付で子会社の香港ベスト電器の3店舗を中国の家電量販大手である蘇寧電器系の「香港蘇寧シティコール電器」に従業員90人を含めて譲渡し、香港から撤退した。
そのほか、2014年（平成26年）12月2日には、合弁相手の「バングン」に「ベスト電器インドネシア」の全株式を譲渡して合弁を解消。直営店17店をフランチャイズに切り替えると共に従来からのフランチャイズの2店の契約も同社を通じた契約に切り替えた。同時に「ベスト電器シンガポール」の株式を合弁相手から取得して完全子会社化、こちらについても合弁を解消した。
シンガポールでは国内3位のシェアを有している。

### 展開する店舗
- ベスト電器 - 家電やパソコンを取り扱う標準的な家電量販店店舗。
- ヤマダデンキテックランド - 2013年（平成25年）9月から、店舗を多く抱える九州と沖縄県と山口県を除くベスト電器直営店をヤマダ電機→ヤマダデンキに転換している[114]。提供されているサービスはヤマダデンキ直営店と同じだが、運営はベスト電器が行っている[114]。転換後もベスト電器時代に購入した商品のアフターサービス及びポイントの対応を引き継ぐ。転換された店舗の看板にはヤマダデンキのロゴに加えてby BESTの表記がある。
- BFS（ベストフレンドショップ） - 小型電器店のフランチャイズ。
- アウトレットベスト - 型落ち品や展示品などを全国の店舗から集めて販売するアウトレットベスト業態[40]。2009年3月から既存店の転換や[40]、既存店や閉鎖してテナント貸ししていた店舗も活用して出店した[131]。（1号店は旧太宰府店）。
  - 2010年代の前半に拡大したがのちにベスト電器の店舗へ再転換されたり閉店したりしたため、「アウトレットベスト」店の店舗自体は減少した。最後まで残ったアウトレットベストイオン釧路店が2013年6月30日を以って閉店したことから、「アウトレットベスト」店は消滅した。
  - その後2010年代後半に再びアウトレット店舗の展開を始めている。以前はアウトレット店には独自の青い看板を用いていたが、現行店舗では用いていない。また以前はなかった中古品の取り扱いを行っている[132]。
- マツモトキヨシ - ベスト電器がマツモトキヨシのフランチャイジーとしてマツモトキヨシの店舗を運営している。かつては複数店舗存在したが現在は熊本下通り店のみ。

### かつて展開していた店舗

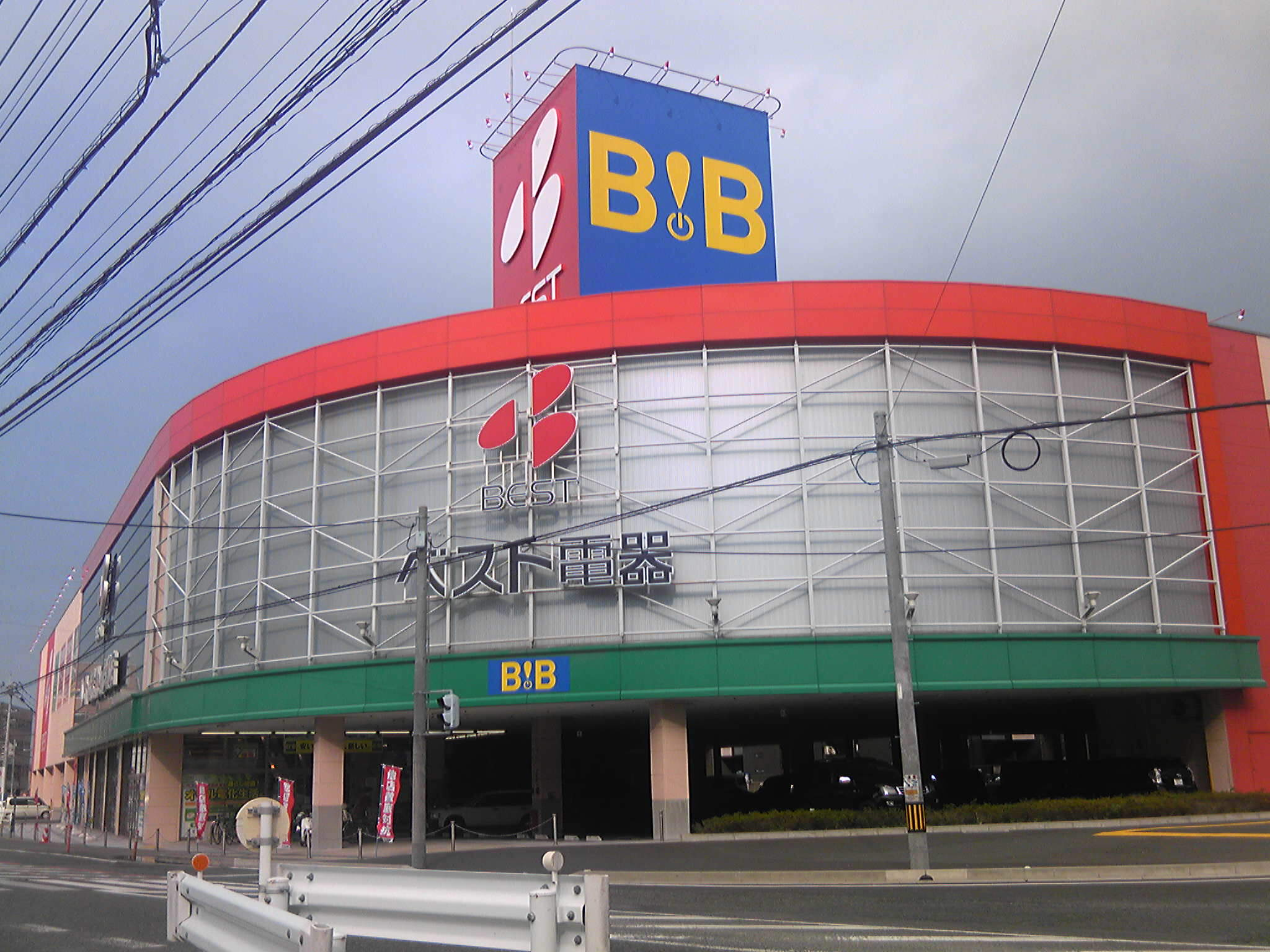
ベスト電器 B・B New伊都店
（福岡市西区）
（現在はベスト電器New伊都店）

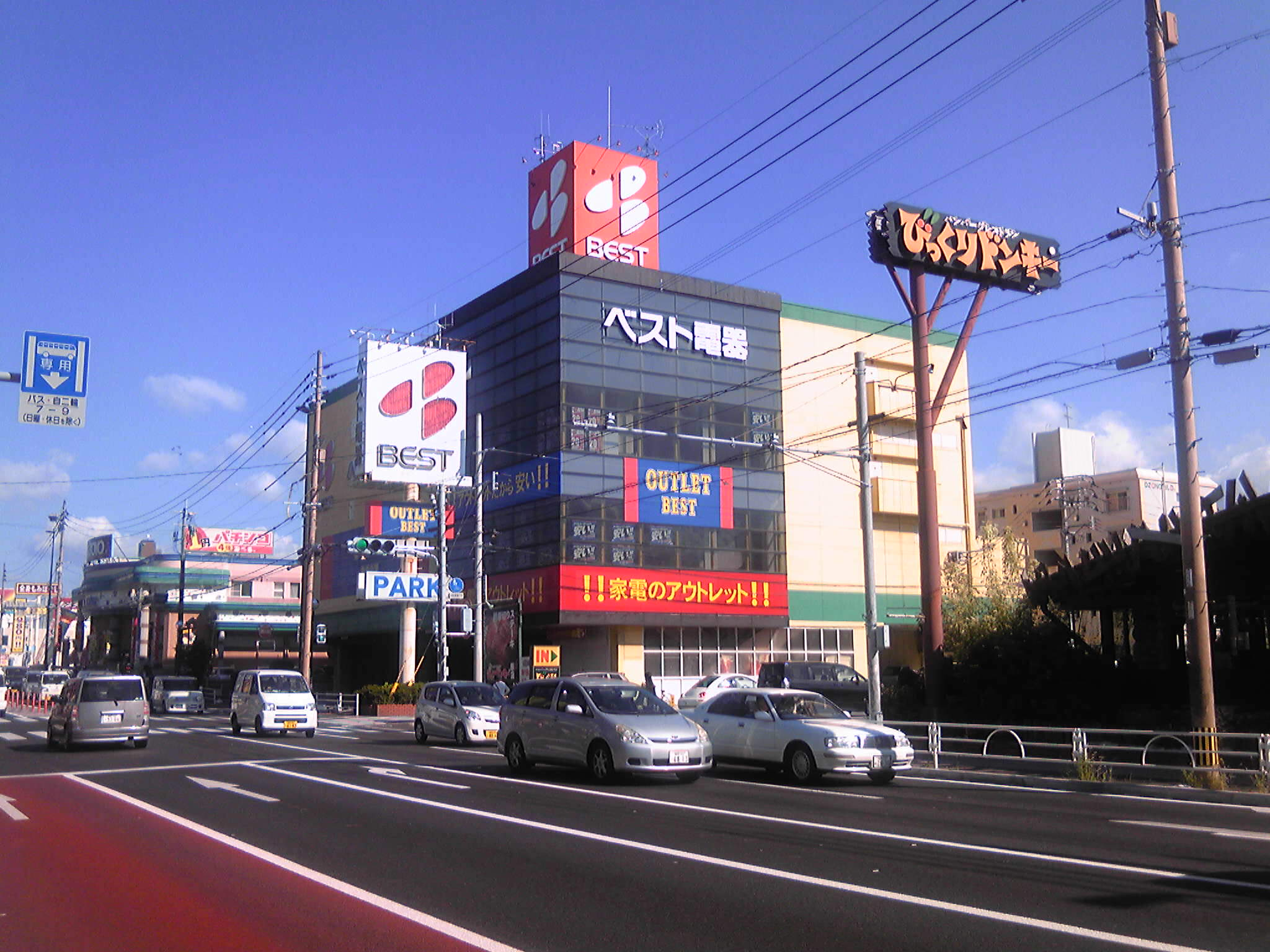
アウトレットベスト原店→ベスト電器原店→Yanase BMW 福岡西支店（福岡市早良区）

- ベスト電器B・B - ベスト電器と「バーゲンセンター」の頭文字から命名[47]。自社開発の家電製品を中心とする通常のベスト電器店舗より低価格での販売に加えて、宅配車両の1時間無料貸出や「3日間スピード修理」などのサービス強化、オール電化や太陽光発電システムなどの知識を持つ担当者の配置による専門性強化などを目指した業態[47]。2010年（平成22年）4月23日に改装した八幡西店を皮切りに、売り場面積約2,500m2規模の直営店を業態変更する形で出店が進められることになった[47]。ヤマダ電機の子会社になって以後、順次通常のベスト電器店舗に再転換され、2014年（平成26年）のBB柳川店の改装により消滅した。

## 現行店舗
2023年11月時点で、富山県・三重県・滋賀県・京都府・奈良県・和歌山県・鹿児島県を除く40都道府県に、直営で「ベスト電器」127店舗を展開し、他にフランチャイズ店舗が152店舗を展開する。前述のとおり九州・沖縄以外の店舗の多くがテックランドに転換されたが、北海道・静岡県・岡山県・山口県にはベスト電器ブランドの直営店が残っていた。だが、2023年12月に順次、岡山県・山口県・静岡県の店舗はテックランドへ転換し、北海道からは撤退した事により、直営店が九州・沖縄のみとなった。
日本国外では、マレーシア・シンガポール・インドネシアに展開している。
現行店舗については、店舗一覧 参照

### ECサイト
1999年にソフトバンクと合弁会社として株式会社「イーベスト」を設立し、ECサイトに参入。2009年に株式会社ストリームへ全株式を売却後はベスト電器としてECサイトの展開は行わず、フランチャイズに加盟したストリームへ商品供給を行うに留まった。その後2020年3月1日にPayPayモール内にベスト電器PayPayモール店を開業している。

### 過去に存在した店舗
詳細は「過去に存在したベスト電器の店舗」を参照

## 会員制度
会員制度としては、現金払い専用の「ベストメンバーズカード」とクレジットカード「ベストカード」（2025年6月時点での提携先はジャックス、OCS、三井住友カード（旧SMBCファイナンスサービス(セディナブランド)は新規入会受付終了）)があり、家電消耗品の現金値引、指定商品購入によるレシート形式の値引き券の発券、保証などの購入後のアフターサービス（このうち、家電総合保証サービスはヤマダデンキ店舗と同じく「家電保」の名称を用いている）、購入記念品（オリジナルグッズ）進呈などの特典が用意されている。また、会員が税込1,000円以上の購入で発行されるレシートの下に記載されている「お問合せレシート番号」の下2桁又は下3桁を抽選番号として、店頭に掲示されている当選番号と一致すると値引券が発券されるレシート抽選会が定期的に行われている。
かつては現金払い専用の「ベストポイントカード」と提携クレジットカード「ベストカード」に付随するポイントサービスがあった。2013年2月27日までは「店内全商品の200円ごとに1ポイント」「500ポイントごとに商品値引きに充当可能」「ポイントに有効期限あり（翌々年の3月31日まで）」というシステムだったが、2013年3月1日からは「特定商品に対してのみポイント付与」「1ポイント単位で商品値引きに充当可能」「最終購入日から1年以内でポイントの無限累算可能」というシステムに変更されたのち、2013年7月31日をもってポイントサービスを終了した。ポイント使用期限は2014年7月31日までで、テックランドへの転換店舗におけるポイントは、転換後もヤマダ電機のサービスへ移行の上、ヤマダ電機のポイントとして使用できる。

## 電子マネーへの対応
2005年（平成17年）6月1日から福岡市と東京都の4店舗で「Edy」の取り扱いを開始するなど、かつて福岡県内の一部店舗において電子マネーサービスの利用が可能で、SUGOCAやnimoca、iDの利用が可能であった。ヤマダ電機グループ入り後、これらの電子マネーでの支払いができなくなった。
一部店舗ではWAONでの支払いが可能である。

## プライベートブランド
現在はヤマダデンキのプライベートブランドが導入されており、「YAMADA SELECT（ヤマダセレクト）」、エアコン・扇風機の「RIAIR（リエア）」、洗濯機の「RORO（ロロ）」が取り扱われている。
液晶テレビは以前、当時のヤマダ電機の協業により船井電機の「FUNAI」ブランドの機種がベスト電器でも販売されていたが、2024年に船井電機が破産した影響で在庫限りとなり、2025年7月に実質的な後継機種として、ヤマダホールディングスがJVCケンウッドから商標の使用許諾を受けて同社の自社製品としてJVCブランドが新たに扱われるようになった。
かつてはオリジナル商品ブランドとして「BiBi」があり、主に小型家電製品が扱われていた。マスコットキャラクターはベストくん、ベスティーちゃん。それ以前にはBESTの名とロゴ入りのブラウン管テレビを販売していた時期がある（テレビ自体は大手メーカー製）。また子会社のインターコンプを通じて、海外産の安価な家電製品を自社ブランドとして販売していた時期もあった。

## その他の事業
かつては家電販売以外に、主に福岡県、熊本県、大分県にて「ベスタ」ブランドで分譲マンションや建売戸建などの分譲住宅事業も手掛けていた。
現在は分譲住宅事業は撤退したが、住宅リフォーム事業は継続している。

## 不祥事・疑惑
2009年（平成21年）4月16日に郵便法違反容疑で元販売促進部長が大阪地方検察庁特捜部に逮捕され、本社などが家宅捜索を受けた。
2年半に渡って自社ダイレクトメールを出す際に心身障害者用低料第三種郵便物制度を悪用し、差額約2億4000万円の郵便料金を免れた疑い。これについて、ベスト電器は「大手広告代理店（博報堂子会社の博報堂エルグ）から法的検討を経たものとして提案を受けており、法令違反との認識はなかった。原因を徹底調査し、再発防止に努めて参ります」とのコメントを発表した。4月30日に、第三者委員会の形で特別調査委員会を社内に設けている。その後、元販売促進部長は、5月6日に大阪簡易裁判所に起訴され、8月7日に罰金300万円の判決を受けている。
2020年にはSNS上で「都城店でNintendo Switchを転売屋に横流ししているのではないか」という疑惑が注目を集めていた。ベスト電器の調査によると、半年間の売上データを調べた結果、まとめ売りではないが、別日に同一顧客に販売したことが確認されたという。あわせて、1会計につき1台が販売されていることは確認できたとした。また、SNS上に掲載された物流シールのついた段ボールの写真については、都城店において、三人で三台のNintendo Switchを購入したお客が持ち帰りやすいよう段ボールを求めたため渡した、と説明している。

## 関連会社
2021年7月のヤマダホールディングスグループの組織再編に伴い、当社のヤマダデンキへの吸収合併に加え、当社の関連会社の一部もグループ内の他企業へ合併された。一部の関連会社はヤマダホールディングスグループの一員として存続している。
- 株式会社リペア・デポ（修理・延長保証サービス業） - 再編前はベストサービスが99%出資する子会社だったが、2021年（令和3年）7月1日付でグループ内での金融セグメントにおける中間持株会社である株式会社ヤマダファイナンスサービスの完全子会社となる
- 株式会社J・スタッフ（販売員の人材派遣業） - 2021年（令和3年）7月1日付で株式会社ヤマダホールディングスの完全子会社となる
- 株式会社ビー・ピー・シー（印刷製本業） - 2021年（令和3年）7月1日付で当社出資分を株式会社ヤマダホールディングスが譲り受ける（58%出資）
- 株式会社ストリーム　- 2021年（令和3年）7月1日付で当社出資分を株式会社ヤマダホールディングスが譲り受ける（20.7%出資[142]の持分法適用関連会社）

### かつてのグループ会社
- 家電小売業
  - 株式会社B&B - 90%出資子会社として2009年（平成21年）4月1日設立し、フランチャイズ契約により大型店舗を「ビックカメラ」の名称で店舗展開[37]。2013年（平成25年）5月31日に解散、2013年（平成25年）8月30日清算結了。
  - 株式会社さくらや - 2006年（平成18年）12月に資本参加し、2008年（平成20年）3月10日に株式残り60%を取得し完全子会社化[33]。業績低迷のため、2010年（平成22年）2月末に全店舗閉店し[45]、会社は2010年（平成22年）6月30日に解散となった[48]。2011年（平成23年）7月27日に清算結了した。
  - 株式会社Olympic&Best（家電小売業） - 株式会社オリンピックとの共同出資で2006年（平成18年）10月に設立した子会社[27]。売り上げ目標を大幅に下回り債務超過となったため、2008年（平成20年）2月に解散[27]。2008年（平成20年）5月23日清算結了。
  - 株式会社イーベスト - ソフトバンクとの合弁、インターネットでの家電販売。66.6%を出資する子会社であったが、2009年（平成21年）2月27日に全保有株式を株式会社ストリームに譲渡した。
  - 株式会社黒川デンキ（完全子会社） - 2021年（令和3年）7月1日付で当社と共に株式会社ヤマダデンキへ吸収合併。
- 卸売業
  - 株式会社インターコンプ（家電卸売業(家電の輸入・開発・供給)） - 100%出資子会社であったが、2009年（平成21年）9月1日に、ベスト電器が吸収合併[42]。
- その他の事業
  - 株式会社ベストゲオ（レンタルビデオ（ゲオのフランチャイズ店）） - 株式会社ゲオとの合弁会社で、ベスト電器40%出資の持分法関連適用会社であったが、2008年（平成20年）7月1日に株式譲渡によりゲオが完全子会社化[22]。
  - 株式会社遊mix（アミューズメント業） - ベストクレジットサービス100%出資の子会社として、2005年（平成17年）11月設立[23]。2009年（平成21年）2月に解散し[23]、2009年（平成21年）5月25日清算結了。
  - 株式会社ベストオール電化プラザ - 2005年（平成17年）11月設立の株式会社ベストサービス100%出資の子会社で、オール電化住宅販売事業を行っていた[24]。2009年（平成21年）8月解散[24]、11月20日清算結了[143]。
  - 株式会社プライム（現在のCJプライムショッピング）（通信販売業） - 2007年（平成19年）4月12日に資本・業務提携を締結し、テレビショッピング（通信販売事業）に参入[30]。
  - 有限会社ベストパックサービス - 2008年（平成20年）12月15日に、さくらやが吸収合併[144]。
  - 株式会社ベストブロードバンド - 2009年（平成21年）10月1日に、ベスト電器が吸収合併[41]。
  - 株式会社ベストファミリー（100%出資子会社[29]、コンビニエンスストア「ファミリーマート」のフランチャイジー[29]、2006年（平成18年）10月13日設立[29]・2010年（平成22年）6月30日解散）
  - 株式会社ベストクレジットサービス（完全子会社、クレジット事業・リース事業） - 株式会社ヤマダホールディングスへの全株式譲渡を経て、2021年（令和3年）7月1日付でグループ内の金融セグメントにおける中間持株会社である株式会社ヤマダファイナンスサービスへ吸収合併。
  - 株式会社ベストサービス（完全子会社、アフターサービス・運送等） - 株式会社ヤマダホールディングスへの全株式譲渡を経て、2021年（令和3年）7月1日付で株式会社ヤマダテクニカルサービスへ吸収合併された。

## 広告
- CMのイメージキャラクターは、かつてはプロ野球選手の城島健司が務めていた（福岡ソフトバンクホークス時代は球団名が併記されていたが、シアトル・マリナーズ所属時にアメリカ合衆国の高額な商標利用料を全額カットされる関係からか名前のみ表記となった。肖像権上の理由により、阪神タイガース移籍前にイメージキャラクターを降板している[注釈 5]。）。1998年度の企業CMと広島本店がオープンした際に放映されたCMには「ふるさと総・世紀末計画」の一環として聖飢魔IIがノーギャラで出演した。また、かつて中田喜子、森恵や高橋由美子がCM出演していた事もある。
- 2010年5月からは、上述の新形態店舗「B・B」の専属イメージキャラクターとして、家電好きで知られる俳優の細川茂樹を起用した[145][146]。その後、2011年8月現在は、地デジ化関連のCM以降「B・B」も含め俳優の柳沢慎吾が起用された。
- 2004年9月のB-STA天神店（BiVi福岡4-5階。同ビルのオープン当初の核テナントであったが、売上不振により2006年3月撤退）がオープンした際のCM曲には、スターダストレビューの「南風吹く丘で」が使用された。この曲は同時期に同店以外のベスト電器店舗でも店内BGMとしても使用された。
- 2007年11月16日 - 12月31日の決算バザール宣伝CMでは、派手なユニフォームで知られる卓球選手の四元奈生美も起用された（九州・北海道・中国・四国のみオンエア）。
- 2007年7月5日 - 8月31日、PlayStation 3用ソフト『ぼくのなつやすみ3 -北国編- 小さなボクの大草原』用にPlayStation Storeにて「ベスト電器・ロゴ入りオリジナルT-シャツ」を無料配信。
- 鹿児島県に関しては、カコイエレクトロが製作した独自の広告のみを展開した関係上[注釈 6]、ベスト電器本体が製作した広告活動を行っていなかった。そのため、九州地方のブロックネット番組で当社が提供する場合、鹿児島県のみが撤退前からACジャパン[注釈 7]に差し替えていた。
- 2023年7月21日よりTVCMが刷新され、俳優で歌手のこぴが起用されている[147]。

### TV&ラジオCM・店内放送
主に地元福岡及び九州で活躍するDJ・タレント・フリーアナウンサーがベスト電器グループのCM・店内放送ナレーションを務めており、店内放送BGMは全店舗共通である。
かつて、通販番組向けに作られたBGMがリニューアル（歌手も交代）した上で現在も店内で流れている。また、『アヴィニョンの橋の上で』の替え歌もたびたび使われている。

### 提供番組

#### 現在

##### ラジオ
- ベスト電器 Presents Best Music・Best Sports!!（エフエム福岡）

#### テレビ
- ベストでeスポ（TVQ九州放送）
- スーパースペシャル （日本テレビ系列）

#### ラジオ
- ベスト電器 Presents BEST MUSIC FOR GENERATIONS（エフエム福岡）

#### 店内放送ナレーション・CMに出演している主なタレント・DJ
- DJ EIJI
- 山口玲香